# جوناثان كرومبتون
جوناثان كرومبتون (بالإنجليزية: Jonathan Crompton)‏ هو لاعب كرة قدم أمريكية ولاعب كرة القدم الكندية أمريكي، ولد في 25 يوليو 1987 في آشفيل في الولايات المتحدة.

## وصلات خارجية
- جوناثان كرومبتون على موقع مرجع كرة القدم المحترفة.كوم (الإنجليزية)
- جوناثان كرومبتون على موقع كلية كرة القدم في سبورتس رفرنس.كوم (الإنجليزية)